# Surrey Championships 1950
Die Surrey Championships 1950 im Badminton fanden vom 20. bis zum 25. Februar 1950 in Wimbledon statt.

## Die Sieger
| Disziplin    | Sieger                          |
| ------------ | ------------------------------- |
| Herreneinzel | nicht ausgetragen               |
| Dameneinzel  | nicht ausgetragen               |
| Herrendoppel | Wong Peng Soon Noel B. Radford  |
| Damendoppel  | V. E. Duringer Audrey Blathwayt |
| Mixed        | Peter Birtwistle Joy Saunders   |